# Nicola Arigliano
Nicola Arigliano (* 6. Dezember 1923 in Squinzano, Provinz Lecce; † 30. März 2010 in Calimera, Provinz Lecce) war ein italienischer Pop- und Jazzsänger und auch als der „König des italienischen Swing“ bekannt.

## Biografie
Mitte der 1930er Jahre verließ er sein Elternhaus, um in Mailand als Sänger zu arbeiten; er war später in Rom Sänger, Pianist und Entertainer. 1956 gab er sein Schallplattendebüt für RCA Records, wobei er zunächst 78 rpm-Schallplatten besang. Als Jazzsänger feierte er später seine größten Erfolge mit den Liedern Un giorno ti dirò, Amorevole, I sing ammore, My wonderful bambina und I love you forestiera. Ab 1958 folgten zahlreiche Fernsehauftritte in Sendungen wie Canzonissima und Sentimentale, einer von Lelio Luttazzi präsentierten Fernsehshow, in der er an der Seite der Sängerin Mina sang. Darüber hinaus war er einer der zahllosen Interpreten von Nel blu dipinto di blu.
1964 hatte er mit 20 chilometri al giorno einen großen Erfolg beim Sanremo-Festival. Für I sing ancora wurde ihm 1996 die Targa Tenco als Bester Interpret verliehen.
Seinen letzten öffentlichen Auftritt hatte er beim Sanremo-Festival 2005, wo er mit seinem Lied Colpevole den Kritikerpreis gewann. 2008 erschien sein Album L’altro Arigliano aus dem Jahr 1980 in einer Neuauflage, in dem er auch ein Weihnachtslied mit dem Titel La sacra famiglia sang. Sein bekanntestes Weihnachtslied war Natale mi porterà. Eine für 2009 geplante Konzerttournee musste er aus gesundheitlichen Gründen absagen. Allerdings gab er noch eine Reihe kleinerer Konzerte in Apulien. Im Sommer 2009 gab er in seinem Wohnsitz, einem Altenheim in Calimera, der Rai sein letztes Interview.

## Filmografie (Auswahl)
- 1959: Man nannte es den großen Krieg (La grande guerra)